# County Cork
County Cork (Corcaigh in Iers-Gaelisch) is het meest zuidwestelijk gelegen en het grootste graafschap in Ierland. Het heeft een oppervlakte van 7457 km², en een inwoneraantal van: 518.128 (2011).
Bezienswaardigheden zijn onder andere de Blarney Stone en Cobh, voorheen Queenstown, de haven van waaruit veel Ierse emigranten vertrokken naar de VS, Canada, Nieuw-Zeeland of Zuid-Afrika.
Op de Ierse nummerplaten staat Cork afgekort tot C. Cork staat ook bekend als de Rebel County.

## Geografie
- Mizen Head, landtong

### Plaatsen
| Engels         | Iers                     | Inwoners |
| -------------- | ------------------------ | -------- |
| Ardgroom       | Dhá Dhrom                | 859      |
| Baltimore      | Dún na Séad              | 414      |
| Ballycotton    | Baile Choitín            | 544      |
| Ballyvourney   | Baile Bhuirne            | -        |
| Bandon         | Droichead na Bandan      | 8.196    |
| Bantry         | Beanntraí                | 2.929    |
| Blarney        | An Bhlárna               | 2.779    |
| Castletownbere | Baile Chaisleáin Bhéarra | 999      |
| Clonakilty     | Cloich na Coillte        | 4.946    |
| Cobh           | An Cóbh                  | 14.148   |
| Cork           | Corcaigh                 | 224.004  |
| Dunmanway      | Dún Mánmhaí              | 1.964    |
| Fermoy         | Mainistir Fhear Maigh    | 6.720    |
| Kinsale        | Cionn tSáile             | 5.991    |
| Leap           | Léim Uí Dhonnabháin      | 257      |
| Macroom        | Maigh Chromtha           | 4.096    |
| Mallow         | Magh Ealla               | 13.456   |
| Midleton       | Mainistir na Corann      | 13.906   |
| Mitchelstown   | Baile Mhistéala          | 3.744    |
| Monkstown      | Baile an Mhanaigh        | -        |
| Ringaskiddy    | Rinn an Scidígh          | 580      |
| Schull         | Scoil Mhuire             | 669      |
| Skibbereen     | An Sciobairín            | 2.903    |
| Timoleague     | Tigh Molaige             | 387      |
| Youghal        | Eochaill                 | 8.564    |